# 荷頃村
荷頃村（にごろむら）は、かつて新潟県古志郡にあった村。
現在は荷頃郵便局（所在地「北荷頃」と異なり「北」が付かない）等に名をとどめる。

## 沿革
- 1889年（明治22年）4月1日 - 町村制施行に伴い古志郡北荷頃村、本津川村、比礼村、大野村が合併し、荷頃村が発足。
- 1901年（明治34年）11月1日 - 古志郡一之貝村と合併し、荷頃村を新設。
- 1954年（昭和29年）6月1日 - 古志郡栃尾町に編入され消滅。栃尾町は即日市制施行して栃尾市となる。
- 2006年（平成18年）1月1日 - 栃尾市が与板町, 和島村, 寺泊町と共に長岡市へ編入される。